# 西咪替丁
西咪替丁（INN：cimetidine），也称甲氰咪胍、西米替丁或希美得定，商品名稱為泰胃美（Tagamet），是一種组胺H2受体阻抗剂，主要用於抑制胃酸的分泌，並用于治疗胃灼热和消化道溃疡。在英国，西咪替丁可以作為非處方藥出售给公众（以2周的用量為限），用于16岁以上的成人和儿童短期舒緩胃痛、消化不良、胃酸过多的症状（每次最大用量为200毫克；每天不可用多於800毫克），或用于预防夜间胃灼热（每晚用量100毫克）。
自從雷尼替丁、法莫替丁等第二代H2受体阻抗剂面世以來，药物相互作用和副作用相對較大的西咪替丁的使用量已有所减少。
西咪替丁在1971年首次發現，並在1977年投入市場。西咪替丁在1976年批准在英国上市，并在1979年由美国食品药品监督管理局批准在美国作為处方藥出售。

## 医疗用途
西咪替丁主要用於抑制胃酸分泌，並用於治療胃灼熱和消化道潰瘍。

### 其他用途
有些证据表示西咪替丁可能對治療尋常疣有效；但在更严格的双盲临床试验中，西咪替丁並不比安慰剂有效。
有暂定证据支持西咪替丁作為附加治療對治疗大肠癌有效。
西咪替丁能抑制ALA合成酶的活性，因此，西咪替丁在预防和治疗紫質症的急性病發中可能有某些价值。

## 副作用
西咪替丁的已知副作用包括輕微和短暫的腹瀉、皮疹、頭暈、疲勞、便秘和肌肉疼痛。有报告指老年人服用後可能发生譫妄。由於其激素作用，西咪替丁在長期治療期間罕見地導致男性性功能障礙，包括性慾減退、勃起功能障礙以及男性乳房發育症（0.1-0.2％）。间质性肾炎、荨麻疹、血管性水肿也可能罕見地發生。西咪替丁也与短暫氨基转移酶活动上升有關，但肝中毒是罕见的。

## 过量
西咪替丁在過量服用時相對安全，即使服用過量（例如20克）也不會產生任何症狀。

## 药物相互作用
由於西咪替丁對細胞色素P450酶的非選擇性抑制，它具有許多藥物相互作用。示例包括：
- 西咪替丁影響美沙酮的代謝，有時導致血液濃度上升和更多的副作用，並且可能與抗瘧疾藥物羥氯喹相互作用。[25]
- 西咪替丁還可以與許多精神科藥物相互作用，包括三环类抗抑郁药和选择性5-羟色胺再摄取抑制剂 ，導致這些藥物的血液濃度上升和隨後毒性的可能性。
- 給予西咪替丁後，佐米曲普坦及其活性代謝物的消除半衰期和曲线下面積大約增加了一倍。[26]
- 西咪替丁是管狀肌酸酐分泌的強抑製劑。 肌酐是肌酸分解的副產物，而肌酐的累積與尿毒症有關 ，但肌酐累積的症狀尚不清楚，因為它們難以與其他含氮廢物堆積物分離。[27]
- 有如紅黴素一樣，西咪替丁干擾身體對西地那非的代謝，導致其強度和持續時間增加（因此其副作用更為突出）。
- 西咪替丁已證實與CYP1A2受質茶鹼、CYP2C9受質甲苯磺丁脲（英语：Tolbutamide）、CYP2D6受質地昔帕明（英语：Desipramine）和CYP3A4受質三唑侖具顯著的藥物相互作用，並且與這些酶的其他受質可能有相互作用。[28]
- 西咪替丁已證實減低人體中米氮平、丙咪嗪、噻嗎洛爾、奈必洛爾（英语：nebivolol）、司巴丁、氯雷他定、去甲替林、加巴噴丁和地昔帕明（英语：Desipramine）的清除率。[29]
- 西咪替丁抑制二甲雙胍和普魯卡因胺的腎排泄，導致這些藥物的循環水平增加。[20]
- 西咪替丁臨床上重要的相互作用包括與華法林、茶鹼、苯妥英、卡馬西平、哌替啶和其他鴉片類藥物、三環類抗抑鬱藥、利多卡因、特非那定（英语：Terfenadine）、胺碘酮、氟卡尼（英语：Flecainide）、奎尼丁、氟尿嘧啶和苯二氮䓬类藥物的相互作用。[30][20]
- 西咪替丁降低作為前體藥物的CYP2D6受質的作用，例如可待因、曲馬多和他莫昔芬。[31]
- 西咪替丁降低了口服酮康唑和伊曲康唑的吸收，因它們的吸收需要低pH值。[20]
- 西咪替丁在對乙醯氨基酚中毒方面具有理論上但未經證實的益處。[23]這是因為乙醯氨基酚的肝毒性代謝產物NAPQI（英语：NAPQI）是經由肝細胞色素P450系統（特別是CYP1A2，CYP2E1和CYP3A4）產生的。[32]

## 药理学

### 作用機理

#### 组织胺H2受体的拮抗
西咪替丁作为抗酸药的機理是作为组胺H2受体的拮抗劑。它以42nM的Kd結合H2受體。

#### 抑制细胞色素P450酶
西咪替丁是某些細胞色素P450酶的有效抑制劑，其中包括CYP1A2、CYP2C9、CYP2C19、CYP2D6、CYP2E1和CYP3A4。西咪替丁似乎主要是CYP1A2、CYP2D6和CYP3A4的中度抑制剂。這是值得注意的，因為這三種CYP450同工酶參與CYP450介導的生物轉化作用。然而，CYP1A2、CYP2C9、CYP2C19、CYP2D6、CYP2E1和CYP3A4也牽涉在許多常用藥物的氧化代謝中。因此西咪替丁與其他藥物一起服用時，可能會產生許多药物相互作用。
西咪替丁已知是幾種CYP450酶的可逆性和競爭性抑制劑，也是CYP2D6的自殺型抑制劑，可造成不可逆的抑制。西咪替丁咪唑環的氮原子能直接與活性位點的絡合血紅素鐵結合，從而可逆地抑制CYP450酶，阻斷其他藥物的氧化。

#### 抗雄激素和雌激素作用
已知高劑量西咪替丁具有弱的抗雄激素活性。它作為受體拮抗劑，可以直接和競爭性地結合雄激素受體，以阻斷睪酮與二氫睪酮等雄激素的作用。然而西咪替丁對雄激素受體的親和力非常弱。根據一項研究所示，它對人雄激素受體的親和力僅有人工合成同化激素甲基群勃龙的0.00084%。無論如何，在足夠高的劑量下，西咪替丁在動物體內表現出微弱但顯著的抗雄激素作用，包括大鼠腹側前列腺和小鼠腎臟的抗雄激素作用；大鼠上如前列腺和精囊等雄性附屬腺體質量減少；和雄性大鼠中促性腺激素水平升高（由於雄激素對HPG軸的負反饋減少）。除了雄激素受體拮抗作用外，已知西咪替丁能通過抑制參與雌二醇代謝失活的CYP450酶，從而抑制雌二醇的2-羥基化，導致雌激素水平增加。有報告指，西咪替丁可以減少睾酮合成，並增加催乳素水平，這可能是雌激素水平上升的繼發性因素。
在用於治療的濃度下，西咪替丁對男性的循環內睾酮濃度沒有影響或僅有輕微上升，睾酮水平的增加可能是因為雄激素受體拮抗作用，造成HPG軸上的負反饋機制的喪失。在典型用於治療消化性潰瘍的臨床劑量下，西咪替丁所引致的男性乳房發育症的發生率低於1%。在一項對超過9,000名服用西咪替丁的患者進行的調查中，男性乳房發育症是最常見的內分泌相關副作用，但僅有0.2%的患者報告自己受該副作用影響。但在用於治療佐埃二氏症的高劑量時，西咪替丁可能有更高的男性乳房發育症發病率。在一項小型研究中，在25名接受每天1600mg西咪替丁治療的男性十二指腸潰瘍患者中，他們的男性乳房發育症發病率為20%。症狀在治療4個月後出現，並在停用西咪替丁後一個月內消退。在另一項小型研究中，在接受過西咪替丁治療的22名男性中，有60%病人患有由西咪替丁引起的乳房病變和勃起功能障礙。當病人轉用雷尼替丁時，這些不良反應都得到徹底解決。對包含超過80,000名男性的英國全科醫學研究數據庫進行的一項研究發現，與非使用者相比，西咪替丁使用者中男性乳房發育症的相對風險為7.2；而在服用西咪替丁大於或等於1,000毫克的男性當中，男性乳房發育症的風險是非使用者的40倍以上。病人在連續用藥後7至12個月期間風險最高。與西咪替丁相關的男性乳房發育症可歸因於乳房組織中雄激素受體的拮抗，導致雌激素在乳房組織中的作用不受雄激素的影響，雖然因代謝遭抑制而增加的雌激素水平也是可能的機制。在一些研究中，西咪替丁還與男性的少精子症和性功能障礙有關。
由於西咪替丁對雄激素受體的拮抗非常弱，西咪替丁在治療女性多毛症和雄激素過多症等雄激素相關病症的效果並不佳。因此西咪替丁並不適合用於治療此等病症。

### 药代动力学
無論給藥途徑為何，西咪替丁都能被迅速吸收。西咪替丁的口服生物利用度是60％至70％。 口服西咪替丁可在30分鐘後起效，並在1至3小时內達到濃度高峰。西咪替丁能在體內所有组织广泛分布。它能夠穿過血腦屏障並且可以在中樞神經系統產生作用（例如：頭痛、頭暈、嗜睡）。西咪替丁的分佈體積在成人中為0.8L/ kg，而在兒童中為1.2至2.1L/kg。西咪替丁的血漿蛋白結合度為13％至25％，但據說沒有藥理學意義。西咪替丁的代謝相對較少，有56％至85％的西咪替丁會在服用後不變地排泄出來。它在肝臟中代謝為西咪替丁亞砜、羥基西咪替丁和鳥嘌呤脲基西咪替丁。而西咪替丁的主要代謝產物是亞砜，約佔排泄物質的30％。西咪替丁能被迅速消除，消除半衰期為123分鐘，並主要從尿液中排泄出來。西咪替丁的作用時間為4至8小時。

## 历史
雖然只被FDA批准用於抑制胃酸分泌，西咪替丁已被提倡用於許多的皮膚病中。西咪替丁是典型的组胺H2受体阻抗剂，並且是其他H2受體阻抗劑的原型。西咪替丁是由詹姆士·W·布拉克、C. Robin Ganellin等人在現為葛蘭素史克的SK&F實驗室的研發成果。這是使用理性藥物設計方法發現的首批藥物。詹姆士·W·布拉克爵士因發現普萘洛爾與西咪替丁而獲得1988年的諾貝爾生理學或醫學獎。
早在1964年，人們就知道組織胺會促進胃酸的分泌，但傳統的抗組織胺藥物對胃酸分泌沒有影響。SK&F的科學家因而假設有兩個組織胺受體的存在。H1是傳統的組織胺受體；H2為刺激胃酸分泌的組織胺受體。SK&F團隊用組織胺的結構進行一系列的設計。合成了數百個修飾過的化合物，試圖阻斷這個完全未知的H2受體上。第一个突破是Nα-脒基组胺，為不完全的H2受體阻抗劑。而後又根據此物重新定義受體且合成出布立馬胺，比Nα-脒基组胺強100倍且是一個H2受體的競爭性拮抗劑，從此證實了H2受體的存在。
布立馬胺在口服給藥時仍然不夠有效，因此基於改變化合物的pKa而進一步改變結構，並發現了Metiamide。雖然Metiamide有效，但它的腎毒性和粒細胞缺乏症這項副作用卻令人不可接受。由於Metiamide的毒性來自硫脲基團，他們又研究了胍類似物，最終發現西咪替丁。西咪替丁於1972年合成，並於1973年通過了毒理學評估。
西咪替丁於1976年首次在英國上市，1977年8月在美國上市；因此，從開始研發H2受體阻抗劑起，就花了12年才開始商業化。到1979年，西咪替丁已在100多個國家上市，成為美國，加拿大和其他幾個國家最暢銷的處方藥。1997年11月，美國化學學會和英國皇家化學學會在英國哈洛的SmithKline Beecham研究設施揭幕儀式上，將西咪替丁的成功研發稱為藥物史上重要的一頁，並將其歸為其中一項國際化學史里程碑（International Historic Chemical Landmark）。
西咪替丁的商品名稱Tagamet是antagonist和cimetidine兩詞的混成詞。在西咪替丁引入美國市場後，又有雷尼替丁和法莫替丁這兩種H2受體阻抗劑被批准。西咪替丁成為有史以來第一種每年銷售額超過10億美元的藥物。
在2012年，葛兰素史克向Prestige Brands出售Tagamet和其他16个品牌。
西咪替丁現已在很大程度上被質子泵抑製劑所取代；但在許多國家，西咪替丁都可以作為治療胃灼熱的非處方藥使用。

## 外部連結
- Tagamet®: Discovery of Histamine H2-receptor Antagonists 美国化学学会 國家歷史化學地標